# 板櫃聯絡所
板櫃聯絡所（いたびつれんらくじょ）は、かつて福岡県小倉市にあった、鉄道院大蔵線の信号場である。大蔵線の廃止に伴い、1911年（明治44年）10月1日に当施設も廃止となった。

## 歴史
- 1904年（明治37年）2月12日：九州鉄道により開業。
- 1907年（明治40年）7月1日：九州鉄道国有化。
- 1911年（明治44年）10月1日：大蔵線の廃線に伴い廃止。

## 隣の駅
鉄道院
大蔵線
小倉駅 - 板櫃聯絡所 - 大蔵駅
小倉裏線
北篠崎聯絡所 - 板櫃聯絡所